# ميدالية

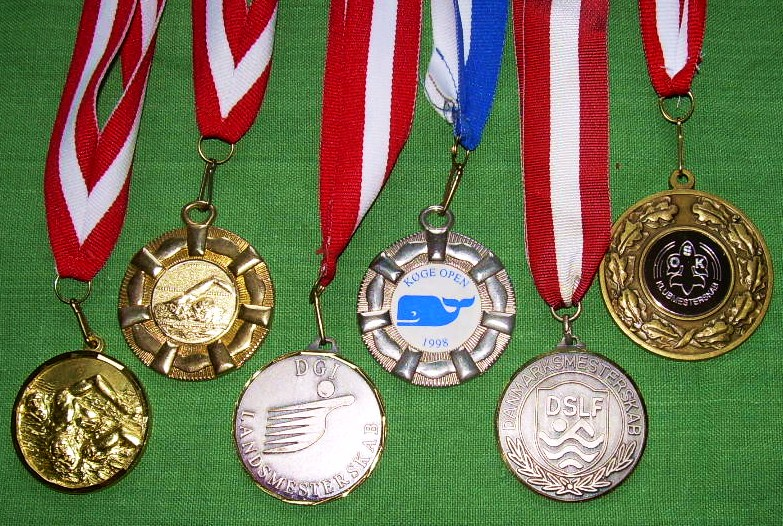

الميدالية أو الرَصِيعَة أو النوط هي جسم يوضع به بعض الأشياء الصغيرة المهمة كالمفاتيح،
النوع الأول غالبا ما يصنع من الحديد أو البلاستيك (معادن أو غير معادن)، تختلف أحجام الميداليات حسب اختلاف الحاجات المطلوبة فمثلا إذا أردنا استخدامها في تعليق المفاتيح فتكون الميدالية صغيرة وأما إذا تعليق اشياء كبيرة بالميدالية فتكون الميدالية كبيرة.
والنوع الثاني غالبا ما يصنع من الذهب والفضة والبرونز، وتعطى لمن يفوز أو يحقق أحد المراكز الثلاثة في مسابقة كبيرة وتختلف حجم الميدالية حسب المسابقة فيوجد ميداليات كبيرة نوعا ما ويوجد ميداليات صغيرة.